# Пленникът от Трикери (филм)
Вижте пояснителната страница за други значения на Пленникът от Трикери.
„Пленникът от Трикери“ е български игрален филм от 1929 година, по сценарий на Михаил Славов и Константин Мутафов, режисьор е Михаил Славов. Оператор е Христо Константинов. Създаден е по едноименната пиеса на Константин Мутафов от 1917 г.

## Актьорски състав
Роли във филма изпълняват актьорите:
- Михаил Славов – Венко Христов
- Паскал Дуков – Любен
- Мара Пенкова – Неда
- Стела Дукова – Станка, сестрата на Венко
- Асен Камбуров – Ратай
- Богомил Андреев – Чужд офицер
- Петър Кабровски – Офицер
- Йордан Минков – Свещеникът
- Добри Дундоров
- Стефан Киров